# 1912-es Grand Prix-szezon
Az 1912-es Grand Prix-szezon volt a Grand Prix-versenyzés hetedik szezonja.

## Versenyek

### Grandes Épreuves
| Verseny         | Helyszín | Időpont       | Győztes versenyző | Győztes konstruktőr | Összefoglaló |
| --------------- | -------- | ------------- | ----------------- | ------------------- | ------------ |
| francia nagydíj | Dieppe   | Június 25- 26 | Georges Boillot   | Peugeot             | Összefoglaló |

### További versenyek
| Verseny               | Helyszín     | Időpont        | Győztes versenyző   | Győztes konstruktőr | Összefoglaló |
| --------------------- | ------------ | -------------- | ------------------- | ------------------- | ------------ |
| Free-For-All Race     | Santa Monica | Május 4.       | Teddy Tetzlaff      | Fiat                | Összefoglaló |
| indianapolisi 500     | Indianapolis | Május 30.      | Joe Dawson Don Herr | National            | Összefoglaló |
| Elgin National Trophy | Elgin        | Augusztus 31.  | Ralph DePalma       | Mercedes            | Összefoglaló |
| Sarthe Cup            | Le Mans      | Szeptember 29. | Jules Goux          | Peugeot             | Összefoglaló |
| Vanderbilt-kupa       | Milwaukee    | Október 2.     | Ralph DePalma       | Mercedes            | Összefoglaló |
| amerikai nagydíj      | Milwaukee    | Október 5.     | Caleb Bragg         | Fiat                | Összefoglaló |